# Ozark (serial telewizyjny)
Ozark – amerykański serial telewizyjny (dramat, thriller psychologiczny), stworzony przez Billa Dubuquego, wyprodukowany przez Aggerate Films oraz Media Rights Capital dla platformy Netflix.
10 odcinków pierwszej serii zostało udostępnionych 21 lipca 2017, a 31 sierpnia 2018 udostępniono 10 odcinków serii drugiej.
26 lutego 2016 władze Netflix zamówiły pierwszą serię serialu, a 15 sierpnia 2017 ogłoszono zamówienie drugiej serii. 10 października 2018 roku, Netflix ogłosił zamówienie trzeciego sezonu.

## Fabuła

### Seria 1
Marty Byrde jest doradcą finansowym, mieszkającym w Naperville koło Chicago z żoną Wendy (politykiem, lobbystką), 15-letnią córką Charlotte i 13-letnim synem Jonahem. Wraz z przyjacielem Bruce'em Liddellem prowadzi biuro finansowe, a ich głównym klientem jest Camino Del Rio – szef jednego z meksykańskich karteli narkotykowych, dla którego Marty pierze pieniądze. Po kilku latach współpracy Del Rio odkrywa, że został oszukany przez Liddella na kwotę 8 milionów dolarów. W konsekwencji następujących po tym fakcie zdarzeń Byrdowie muszą przeprowadzić się do Osage Beach – wypoczynkowej miejscowości na wyżynie Ozark, gdzie w ciągu pięciu lat Martin powinien wyprać dla meksykańskiego kartelu 500 milionów dolarów. Po zamieszkaniu w kurorcie nad jeziorem Ozarks w stanie Missouri Byrde uświadamia sobie, że nie jest jedynym, który prowadzi tam nielegalną działalność, a jego pojawienie się nie jest na rękę wszystkim miejscowym.

### Seria 2
Kontynuacja serii pierwszej. Marty Byrde wraz z żoną mają pół roku, by zrealizować własny pomysł, który ocalił im życie – na jednej z odnóg rzeki Missouri muszą zorganizować "pływające" kasyno, by prać w nim "brudne pieniądze" meksykańskiego kartelu. Rozpoczęcie inwestycji wymaga jednak zgody władz stanowych. Projektem "interesuje się" również lokalna mafia, posiadająca już sieć kilkunastu kasyn w tym stanie.

## Obsada
- Jason Bateman, jako Martin (Marty) Byrde
- Laura Linney, jako Wendy Byrde[5]
- Sofia Hublitz, jako Charlotte Byrde
- Skylar Gaertner, jako Jonah Byrde
- Julia Garner, jako Ruth Langmore[6]
- Charlie Tahan jako Wyatt Langmore
- Marc Menchaca, jako Russ Langmore
- Jason Butler Harner jako agent FBI Roy Petty
- Jordana Spiro jako Rachel Garrison
- Esai Morales, jako Camino Del Rio
- Peter Mullan, jako Jacob Snell
- Lisa Emery, jako Darlene Snell
- Michael Mosley, jako pastor Mason Young
- Harris Yulin, jako Buddy Dyker

## Lista odcinków
| Seria | Seria | Odcinki          | Publikacja (Netflix) |
| ----- | ----- | ---------------- | -------------------- |
|       | 1     | 10               | 21 lipca 2017        |
|       | 2     | 10               | 31 sierpnia 2018     |
|       | 3     | 10               | 27 marca 2020        |
|       | 4     | 7                | 21 stycznia 2022     |
| 7     | 4     | 29 kwietnia 2022 |                      |

### Seria 1 (2017)
| Nr | #  | Tytuł polski (tytuł angielski)                | Reżyseria        | Scenariusz                  | Premiera      |
| -- | -- | --------------------------------------------- | ---------------- | --------------------------- | ------------- |
| 1  | 1  | Cukrowa Laseczka (Sugarwood)                  | Jason Bateman    | Bill Dubuque, Mark Williams | 21 lipca 2017 |
| 2  | 2  | Niebieski Sum (Blue Cat)                      | Jason Bateman    | Bill Dubuque, Mark Williams | 21 lipca 2017 |
| 3  | 3  | Niedobór snu (My Dripping Sleep)              | Daniel Sackheim  | Ryan Farley                 | 21 lipca 2017 |
| 4  | 4  | Pozostaje improwizować (Tonight We Improvise) | Daniel Sackheim  | Paul Kolsby                 | 21 lipca 2017 |
| 5  | 5  | Wóz albo przewóz (Ruling Days)                | Andrew Bernstein | Martin Zimmerman            | 21 lipca 2017 |
| 6  | 6  | Księga Ruth (Book of Ruth)                    | Andrew Bernstein | Whit Anderson               | 21 lipca 2017 |
| 7  | 7  | Szlachetny cel (Nest Box)                     | Ellen Kuras      | Alyson Feltes               | 21 lipca 2017 |
| 8  | 8  | Jak w kalejdoskopie (Kaleidoscope)            | Ellen Kuras      | Ryan Farley                 | 21 lipca 2017 |
| 9  | 9  | Czarna kawa (Coffee, Black)                   | Jason Bateman    | Whit Anderson               | 21 lipca 2017 |
| 10 | 10 | Słychać dzwony (The Toll)                     | Jason Bateman    | Chris Mundy                 | 21 lipca 2017 |

### Seria 2 (2018)
| Nr | #  | Tytuł polski (tytuł angielski)                      | Reżyseria        | Scenariusz                    | Premiera         |
| -- | -- | --------------------------------------------------- | ---------------- | ----------------------------- | ---------------- |
| 11 | 1  | Rekompensata (Reparations)                          | Jason Bateman    | Chris Mundy                   | 31 sierpnia 2018 |
| 12 | 2  | Święta krew Chrystusa (The Precious Blood of Jesus) | Jason Bateman    | David Manson                  | 31 sierpnia 2018 |
| 13 | 3  | Klątwa Langmore'ów (Once a Langmore...)             | Andrew Bernstein | Alyson Feltes                 | 31 sierpnia 2018 |
| 14 | 4  | W samotności (Stag)                                 | Andrew Bernstein | Ryan Farley                   | 31 sierpnia 2018 |
| 15 | 5  | Sądny dzień (Game Day)                              | Phil Abraham     | Paul Kolsby                   | 31 sierpnia 2018 |
| 16 | 6  | Na zewnątrz, w ciemości (Outer Darkness)            | Phil Abraham     | Ning Zhou                     | 31 sierpnia 2018 |
| 17 | 7  | Tylko jedno wyjście (One Way Out)                   | Alik Sakharov    | Martin Zimmerman              | 31 sierpnia 2018 |
| 18 | 8  | Głęboki sen (The Big Sleep)                         | Alik Sakharov    | David Manson                  | 31 sierpnia 2018 |
| 19 | 9  | Borsuk (The Badger)                                 | Ben Semanoff     | Paul Kolsby, Martin Zimmerman | 31 sierpnia 2018 |
| 20 | 10 | Gold Coast – Złote Wybrzeże (The Gold Coast)        | Amanda Marsalis  | Chris Mundy                   | 31 sierpnia 2018 |

### Seria 3 (2020)
| Nr | #  | Tytuł polski (tytuł angielski)                | Reżyseria       | Scenariusz       | Premiera      |
| -- | -- | --------------------------------------------- | --------------- | ---------------- | ------------- |
| 21 | 1  | Czas wojny (Wartime)                          | Jason Bateman   | Chris Mundy      | 27 marca 2020 |
| 22 | 2  | Związek partnerski (Civil Union)              | Jason Bateman   | Martin Zimmerman | 27 marca 2020 |
| 23 | 3  | Kevin Cronin tu był (Kevin Cronin Was Here)   | Cherien Dabis   | Miki Johnson     | 27 marca 2020 |
| 24 | 4  | Starcie gigantów (Boss Fight)                 | Cherien Dabis   | John Shiban      | 27 marca 2020 |
| 25 | 5  | Przybysz z Michoacán (It Came From Michoacán) | Amanda Marsalis | Laura Deeley     | 27 marca 2020 |
| 26 | 6  | Su casa es mi casa (Su casa es mi casa)       | Ben Semanoff    | Paul Kolsby      | 27 marca 2020 |
| 27 | 7  | W nagłym przypadku (In Case of Emergency)     | Alik Sakharov   | Ning Zhou        | 27 marca 2020 |
| 28 | 8  | Przyjaźń na zawsze (BFF)                      | Alik Sakharov   | John Shiban      | 27 marca 2020 |
| 29 | 9  | Fire Pink – Ognisty róż (Fire Pink)           | Alik Sakharov   | Miki Johnson     | 27 marca 2020 |
| 30 | 10 | O najwyższą stawkę (All In)                   | Alik Sakharov   | Chris Mundy      | 27 marca 2020 |

## Produkcja
Akcja rozgrywa się w kurorcie Lake Ozark nad jeziorem Ozarks, którego pierwowzór stanowiły: ośrodek Alhonna i przystań Marina, gdzie w latach 80. twórca serialu – Bill Dubuque dorabiał, będąc uczniem. Zdjęcia pierwszej serii zostały nakręcone w Chicago oraz nad jeziorami Allatoona i Lanier koło Atlanty (bowiem władze Georgii zaoferowały większe ulgi podatkowe, niż władze stanu Missouri, w którym znajduje się jezioro Ozarks). W mieście Lake Ozark powstało tylko kilka niezbędnych scen związanych z fabułą.

## Nagrody

### Emmy
2019
- Emmy - Najlepsza aktorka drugoplanowa w serialu dramatycznym  Julia Garner
- Emmy - Najlepsza reżyseria serialu dramatycznego  Jason Bateman - za odcinek "Reparations"

### Amerykańska Gildia Aktorów Filmowych
2019
- Aktor - Najlepszy aktor w serialu dramatycznym  Jason Bateman[39]